# Optimist (album)
Optimist è il primo album in studio del cantautore statunitense Finneas, pubblicato nel 2021.

## Tracce
Testi e musiche di Finneas O'Connell.
1. A Concert Six Months from Now – 3:25
2. The Kids Are All Dying – 2:47
3. Happy Now? – 2:52
4. Only a Lifetime – 4:16
5. The 90s – 3:23
6. Love Is Pain – 3:44
7. Peaches Etude – 2:15
8. Hurt Locker – 3:26
9. Medieval – 2:51
10. Someone Else's Star – 3:29
11. Around My Neck – 2:55
12. What They'll Say About Us – 3:01
13. How It Ends – 4:37